# Norman Hunter (Autor)
Norman George Lorimer Hunter (* 23. November 1899 in Sydenham, einem Stadtbezirk von London; † 23. Februar 1995 in Staines, England) war ein britischer Kinderbuchautor.

## Leben
Hunter begann seine Berufslaufbahn als Werbetexter. In den 1930er-Jahren trat er als Zauberkünstler in Bournemouth auf und begann, an der Kinderbuchreihe Professor Hirnschlag (im Original: Professor Branestawm) zu schreiben, die ursprünglich als Serie für das Radio gedacht war. Die ersten als Hardcover-Ausgaben erschienenen Bände wurden von Heath Robinson illustriert, während die Bilder der in den 1960ern bei Penguin in der Reihe Puffin Books publizierten Auflagen von anderen Zeichnern stammen.
Während des Zweiten Weltkriegs lebte Hunter in London auf einem Boot auf der Themse. 1949 zog er nach Südafrika und hörte mit seiner schriftstellerischen Tätigkeit auf. 1970 kehrte er nach London zurück, wo Thames Television gerade die achtteilige Fernsehserie mit Professor Branestawm fertiggestellt hatte. Hunter begann im Ruhestand wieder zu schreiben und publizierte sein letztes Buch 1983.

## Werke
- The Incredible Adventures of Professor Branestawm (1933), dt.: Professor Hirnschlags unglaubliche Abenteuer (1973)
- Professor Branestawm's Treasure Hunt (1937)
- The Dribblesome Teapots (1939)
- The Peculiar Triumph of Professor Branestawn (1970)
- Professor Branestawm Up the Pole (1972)
- Professor Branestawm's Great Revolution (1974)
- Professor Branestawm Round the Bend (1977)
- Professor Branestawm's Perilous Pudding (1979)
- Professor Branestawm and the Wild Letters (1981)
- Professor Branestawm's Pocket Motor Car (1981)
- Professor Branestawm's Mouse War (1982)
- Professor Branestawm's Building Bust-Up (1982)
- Professor Branestawm's Crunchy Crockery (1983)
- Professor Branestawm's Hair-Raising Idea (1983)

| Personendaten    | Personendaten                 |
| ---------------- | ----------------------------- |
| NAME             | Hunter, Norman                |
| ALTERNATIVNAMEN  | Hunter, Norman George Lorimer |
| KURZBESCHREIBUNG | britischer Kinderbuchautor    |
| GEBURTSDATUM     | 23. November 1899             |
| GEBURTSORT       | London                        |
| STERBEDATUM      | 23. Februar 1995              |
| STERBEORT        | Staines                       |